# 格雷芬德龙
格雷芬德龙是德国莱茵兰-普法尔茨州的一个市镇。总面积3.13平方公里，总人口120人，其中男性68人，女性52人（2011年12月31日），人口密度38人/平方公里。